# 中村和彦 (ミュージシャン)
中村 和彦（なかむら かずひこ、1984年〈昭和59年〉4月24日 - ）は、日本のミュージシャン・ベーシスト。ロックバンド・9mm Parabellum Bulletでベースを担当する。
以下、9mm Parabellum Bulletについては特記のない限り「9mm」と略称する。

## 人物
- 9mmのメンバーは大学の先輩。加入が決定したのも現メンバー中で最後であった。
  - 当初は中村以外の3人でベースレスバンドとして活動していたが、「さすがにベースなしでは寂しい」という話になり、菅原卓郎が中村に直接加入交渉の電話をした。
- ライブパフォーマンスは滝善充ほど激しくないものの、「ベースを寝かせて琴のように弾く」「ドラムスティックでベースを弾く」「ベースを放り出してシンバルや銅鑼を叩きに行く」といったパフォーマンスを行うこともある。
- また、季節に関わらずライブの際は長袖シャツを着用している。これは「汗をかいても（エレキ）ベースが弾きにくくならないように」との理由であり、アップライトベースを使用する「キャンドルの灯を」では腕捲りをしている。
- 一部楽曲でシャウト（スクリーム・ボーカル）を担当している。
  - シャウト部分で何と歌っているかは中村本人しか知らない。曰く「携帯にメモを取ってそれを元にレコーディングし、レコーディングが終わればそのデータはすぐに消してしまう」とのこと。
  - ライブでは腰より低い位置にマイクがセットされており、シャウトを行う際はベースを弾きながら上体を大きく折り曲げている。この姿勢については「ライブでの見え方を研究した結果行き着いた」とのことだが、DIR EN GREYのToshiyaからは前述のライブパフォーマンスも含めて「このままでは君は腰を悪くする」と忠告を受けている[1]。

## 使用機材

### ベース
- ESP Signature Model Proto Type
現在のメインベース。プロトタイプ扱いのため正式なモデル名はつけられていない。[2]下記「無題」のカスタムモデルとして2013年頃から使用されてきたが、2019年頃からメインベースに昇格した。
「無題」はハムバッカー1基のみが搭載されているのに対し、このモデルはPJタイプのシングルコイル2基が搭載されている。またピックガードを搭載しており、その影響でプリアンプのノブ配置が「無題」とは異なっている。
- ESP 無題（炭Black）
上記のプロトタイプモデルと並ぶメインベースで、シグネチャー第一弾。2009年9月の武道館公演時より使用。
ボディ材としてアッシュを採用し重量化をはかる一方でペグは軽いものが使用されており、重心をボディ側に寄せてヘッド落ちを防ぐ工夫が施されている。プリアンプはESPの「Cinnamon」を使用。ピックアップについてはハムバッカー1基のみが搭載されている。4弦のペグはHIP SHOTを採用しており、一瞬でレギュラーチューニングからドロップDチューニングに変更できるようにしている。
- ESP AP Custom（Mat Black）
上記「無題」のプロトタイプとして製作されたモデル。2008年の「Vampire Empire Tour 08/09」より使用。「無題」との大きな違いはないが、ボディ材として試験的にアルダーが使用されていた。またヘッド落ち回避のためボディ裏に鉛板が貼り付けられていた。
ライブでは「無題」の導入以後あまり使われなくなったものの、レコーディングでは現在もメインベースとして使用されている。
- ESP AP（Black）
結成初期にESPとエンドース契約して、2008年頃まで使用する。
- ESP PB Type Custom（3-Tone Sunburst）
中古で手に入れ、『Revolutionary』以降のレコーディングで使用。『Movement』のレコーディング時にはピックアップを交換し、プリアンプを組み込む改造が行われている。
- ESP AMAZE Custom（See Through Black）
ライブで「シベリアンバード～涙の渡り鳥～」を演奏する際に使用。透明なピックガードとボディの間に「無」と記載されたカッティングシートを入れている。
- Sepia Clue EAB-430
アコースティックベース。「Finder」のレコーディングに使用されたが、レコーディング後「変な弾き方しないと音が出にくい」との理由でチャリティオークションに出品された。
但し、中村は「この音の鳴らなさはこいつにしかない」とも語っている。
- Ovation B778TX
アコースティックベース。YAMAHAからのレンタル品で、「Movement YOKOHAMA」以降のアコースティックライブで使用される。
- Landscape SWB-Artist
アップライトベース。『Revolutionary』のプリプロ当日に「これを持ってったら、皆ビックリするだろうな」と考えて衝動買いし、そのまま「キャンドルの灯を」のレコーディングに使用された。ライブで同曲を演奏する際にも使用される。

### アンプ
- Ampeg SVT 1987 Limited Edition
- Ampeg SVT-VR
- Ampeg SVT-810E

## 参加作品
| 発売日         | アーティスト・タイトル | 楽曲名                     | 参加パート |
| -------------- | ---------------------- | -------------------------- | ---------- |
| 2011年03月16日 | 栗山千明 『CIRCUS』    | 「ルーレットでくちづけを」 | ベース     |